# Aeroporti in Libano
Questa è la lista degli aeroporti in Libano:
| Città              | ICAO    | IATA | Nome aeroporto                     | Altro nome                       |
| Aeroporti civili   |         |      |                                    |                                  |
| Beirut             | OLBA    | BEY  | Aeroporto Internazionale di Beirut | Beirut Rafic Hariri In'l Airport |
| Batrun             | LB-0001 |      | Aeroporto di Hamat                 | Wujah Al Hajar Airport           |
| Aeroporti militari |         |      |                                    |                                  |
| Nahr al-Bared      | OLKA    | KYE  | Aeroporto di Kleiat                | Rene Mouawad Air Base            |
| Rayak              | OLRA    |      | Aeroporto di Rayak                 | Rayak Air Base                   |
| Naqura             |         |      | Eliporto di Naqura                 | Naqoura-Green Hill Heliport      |